# 柳營庄
柳營庄為台灣日治時期1920年至1945年間存在之臺灣南部行政區名稱，轄屬臺南州新營郡。今臺南市柳營區。

## 名稱由來
柳營莊舊名「查畝營」，鄭成功軍隊編制與「二十八宿」相同，「查畝營」應為「女宿鎮」屯營之地，故俗稱「查某營」，後演變為「查畝營」。而「柳宿鎮」軍團屯營之地可能與「女宿鎮」屯營之地毗鄰，故此兩鎮屯營之地合稱為「柳營」；二說是因明鄭時期在此設置查測田畝的軍營而得名，日治時期當局認為「查畝營」地名不雅，便以此地居民姓氏大宗的劉姓，取日語音譯為「柳」，易名為「柳營」。

## 行政區劃
新營街在清治時期及日治時期初期屬鐵線橋堡、果毅後堡的17庄。於1895年8月，屬臺灣民政支部嘉義出張所；1896年4月改隸臺南縣；1897年6月隸屬嘉義縣。1898年6月，嘉義縣併入臺南縣。1901年11月，辨務署廢止，設置鹽水港廳，柳營地區屬鹽水港廳新營庄支廳。1904年4月1日，鹽水港廳實施街庄整併，整併為以下17庄：
- 鐵線橋堡：查畝營庄、火燒店庄、八老爺、路東庄、五軍營庄、太康庄
- 果毅後堡：果毅後庄、新厝庄、大脚腿庄、小脚腿庄、山仔脚庄

1909年10月，鹽水港廳被併入嘉義廳鹽水港支廳。1920年10月1日，原堡里之行政區廢除，街庄改為大字；而「查畝營」改稱「柳營」，並將上述17庄合併為臺南州新營郡「柳營庄」，轄域內分為柳營、火燒店、八老爺、路東、五軍營、太康、果毅後、新厝、大脚腿、小脚腿、山子脚等11個大字，柳營大字下有「柳營」、「温厝廍」小字名，八老爺大字下有「半路店」、「八老爺」小字名。
二戰後，柳營庄改制為臺南縣「柳營鄉」。2010年12月25日，因臺南縣市合併為直轄市而改為「柳營區」。
| 1900年11月 | 1900年11月                                           | 1904年4月 | 1904年4月 | 1920年10月 | 1920年10月 | 現在     | 現在                           |
| 區         | 街庄                                                 | 區        | 街庄      | 街庄       | 大字       | 鄉鎮市區 | 村里                           |
| ---------- | ---------------------------------------------------- | --------- | --------- | ---------- | ---------- | -------- | ------------------------------ |
| 查畝營區   | 查畝營庄                                             | 查畝營區  | 查畝營庄  | 柳營庄     | 柳營       | 柳營區   | 東昇里、光福里、中埕里、士林里 |
| 查畝營區   | 火燒店庄                                             | 查畝營區  | 火燒店庄  | 柳營庄     | 火燒店     | 柳營區   | 人和里                         |
| 查畝營區   | 八老爺庄                                             | 查畝營區  | 八老爺庄  | 柳營庄     | 八老爺     | 柳營區   | 八翁里                         |
| 查畝營區   | 路東庄                                               | 查畝營區  | 路東庄    | 柳營庄     | 路東       | 柳營區   | 太康里、大農里                 |
| 查畝營區   | 五軍營庄                                             | 查畝營區  | 五軍營庄  | 柳營庄     | 五軍營     | 柳營區   | 重溪里                         |
| 查畝營區   | 太康庄                                               | 查畝營區  | 太康庄    | 柳營庄     | 太康       | 柳營區   | 太康里                         |
| 果毅後區   | 果毅後庄、大潭庄、山豬陷庄、占山庄、望仔埔庄、鳥湖庄 | 果毅後區  | 果毅後庄  | 柳營庄     | 果毅後     | 柳營區   | 果毅里、旭山里、神農里         |
| 果毅後區   | 新厝庄                                               | 果毅後區  | 新厝庄    | 柳營庄     | 新厝       | 柳營區   | 神農里                         |
| 果毅後區   | 大腳腿庄、本縣庄                                     | 果毅後區  | 大腳腿庄  | 柳營庄     | 大腳腿     | 柳營區   | 大農里                         |
| 果毅後區   | 小腳腿庄                                             | 果毅後區  | 小腳腿庄  | 柳營庄     | 小腳腿     | 柳營區   | 篤農里、重溪里                 |
| 果毅後區   | 山仔腳庄                                             | 果毅後區  | 山仔腳庄  | 柳營庄     | 山子腳     | 柳營區   | 旭山里                         |

## 街庄長
- 劉明哲：1920~1926
- 劉明智：1927~1934
- 劉偉：1935
- 宮川卯之助：1935~1945?（曾任職於桃園廳三角湧支廳、桃園郡役所、新竹郡役所、竹南郡役所、斗六郡役所、北港郡役所、新營郡役所）[4]

## 人口
| 大字別 | 內地人 | 臺灣人 | 中華民國人 | 小計   |
| ------ | ------ | ------ | ---------- | ------ |
| 柳營   | 21     | 3,816  | 2          | 3,839  |
| 火燒店 | 28     | 260    |            | 288    |
| 八老爺 | 11     | 653    |            | 664    |
| 路東   |        | 68     |            | 68     |
| 五軍營 |        | 188    |            | 188    |
| 太康   | 2      | 1,191  |            | 1,193  |
| 果毅後 | 20     | 3,188  | 2          | 3,210  |
| 新厝   | 8      | 221    |            | 229    |
| 大腳腿 | 45     | 734    |            | 779    |
| 小腳腿 | 18     | 2,366  |            | 2,384  |
| 山子腳 | 8      | 569    |            | 577    |
| 小計   | 161    | 13,254 | 4          | 13,419 |

## 設施
- 柳營庄役場
- 柳營公學校（今柳營國小）
- 小腳腿公學校（今重溪國小）
- 果毅後公學校（今果毅國小）
- 鹽水港製糖新營酒精工場（台灣糖業公司新營副產加工廠）